# 217 (szám)
A 217 (római számmal: CCXVII) egy természetes szám, félprím, a 7 és a 31 szorzata.

## A szám a matematikában
A tízes számrendszerbeli 217-es a kettes számrendszerben 11011001, a nyolcas számrendszerben 331, a tizenhatos számrendszerben D9 alakban írható fel.
A 217 páratlan szám, összetett szám, azon belül félprím, kanonikus alakban a 71 · 311 szorzattal, normálalakban a 2,17 · 102 szorzattal írható fel. Négy osztója van a természetes számok halmazán, ezek növekvő sorrendben: 1, 7, 31 és 217.
Középpontos hatszögszám. Tizenkétszögszám.
A 217 négyzete 47 089, köbe 10 218 313, négyzetgyöke 14,73092, köbgyöke 6,00925, reciproka 0,0046083. A 217 egység sugarú kör kerülete 1363,45121 egység, területe 147 934,45646 területegység; a 217 egység sugarú gömb térfogata 42 802 369,4 térfogategység.
A 217 helyen az Euler-függvény helyettesítési értéke 180, a Möbius-függvényé 1, a Mertens-függvényé 2.